# Стадион Олимпико Хосе Антонио Анзоатеги
Стадион Олимпико Хосе Антонио Анзоатеги (шп. Estadio Olímpico General José Antonio Anzoátegui) је вишенаменски (фудбал, атлетика) стадион који се налази у Пуерто ла Круз, Венецуела. Отворио га је 8. децембра 1965. бивши председник Венецуеле, Раул Леони. 

## Историја стадиона
Стадион се налази на југозападу града Пуерто ла Круз, заправо на граници са градом Барселона у Венецуели, са којом лучки град чини агломерацију. Стари стадион „Луис Рамос” био је на месту садашњег стадиона а нови је његов наследник, који је 8. децембра 1965. године отворио председник Венецуеле Раул Леони. То је било кључно место спортског комплекса Луис Рамос (Комплехо Полидепортиво Луис Рамос). Године 2007. арена је скоро потпуно уништена и на њеном месту изграђен је модеран стадион, назван „Олимпијски стадион генерала Јосеа Антониа Анзоатегија“. Истовремено је преименован спортски комплекс који је добио име Симон Боливар (Комплехо Полидепортиво Симон Боливар). .

## Куп Америке 2007.
Овај стадион је отворен 8. децембра 1965. Године 2006. и 2007. обновљен је. Након тога, стадион би се могао користити за Копа Америка 2007. На овом стадиону одигране су три утакмице турнира, од којих су две биле групна фаза и једна четвртфинале између Чилеа и Бразила. Та утакмица је завршена резултатом 1:6.
| № | Датум        | Репрезентације   | Резултат | Турнир                            | Гледалаца |
| - | ------------ | ---------------- | -------- | --------------------------------- | --------- |
| 1 | 4. јул 2007. | Мексико – Чиле   | 0:0      | Копа Америка 2007. – групна фаза  | 38.000    |
| 2 | 4. јул 2007. | Бразил – Еквадор | 1:0      | Копа Америка 2007. – групна фаза  | 38.000    |
| 3 | 7. јул 2007. | Чиле – Бразил    | 1:6      | Копа Америка 2007. – четвртфинале | 38 .000   |